# Sector El Porvenir
El Porvenir es uno de los sectores que conforman la ciudad de Cabimas en el estado Zulia (Venezuela). Pertenece a la parroquia Jorge Hernández.

## Ubicación
Se encuentra entre los sectores El Lucero al norte (carretera M o Panamá), INOS al oeste (prolongación calle Postes Negros), terrenos baldíos al este (Av 33), y al sur con el barrio negro primero

## Zona Residencial
El Porvenir se encuentra en el extremo sur de Cabimas, sus calles son de tierra y no existen líneas que transiten por el sector, el acceso se hace a través de sectores vecinos como El Lucero e INOS. Del sector sale la vía rural que llega hasta el caserío de Curazaíto la cual marca el límite sur de la parroquia Rómulo Betancourt.